# 식도구멍
인체 해부학에서 식도구멍(esophageal hiatus), 또는 식도열공(食道裂孔)은 식도와 미주신경이 통과하는 가로막의 구멍이다.

## 구조
가로막을 척추에 연결하는 두 개의 힘줄 구조 중 하나인 오른쪽 가로막다리에 위치한다. 오른쪽 가로막다리의 섬유는 틈새 아래에서 왼쪽의 섬유와 서로 교차한다.
대략 열째 등뼈(T10) 높이나 여덟째, 아홉째 갈비사이공간에 위치한다.
식도구멍은 가로막의 열째 등뼈 높이의 근육 부분에 위치하며 모양이 타원형이다. 대동맥구멍의 위쪽, 앞쪽, 약간 왼쪽에 위치한다. 식도구멍을 통과하는 구조물에는 식도, 미주신경, 왼쪽 아래가로막동맥, 왼쪽 아래가로막정맥, 왼위정맥에서 나온 작은 식도가지 등이 있다. 가로막의 오른쪽 다리는 식도 주위를 돌아서 고리를 형성한다. 들숨을 쉴 때 이 고리는 식도를 수축시켜 들숨 중에 복강내압이 증가할 때 위의 내용물이 식도로 역류하는 것을 방지하는 기능적 조임근을 형성한다. 단, 해부학적 의미에서의 조임근은 아니다.

## 임상적 중요성
식도틈새탈장은 위의 일부가 식도구멍을 통과할 때 발생한다.